# Shiogama
Shiogama (jap. 塩竈市 Shiogama-shi) – miasto w Japonii, w prefekturze Miyagi na wyspie Honsiu. Ma powierzchnię 17,37 km². W 2020 r. mieszkały w nim 52 203 osoby, w 21 151 gospodarstwach domowych  (w 2010 r. 56 490 osób, w 20 363 gospodarstwach domowych) .

## Położenie
Miasto leży około 350 km na północ od Tokio, w środkowej części prefektury nad zatoką Matsushima. Graniczy z miastami:
- Tagajō
- miasteczkami Rifu oraz Shichigahama.

## Historia
- 23 listopada 1947 – utworzono miasto Shiogama[4].

## Transport[5]

### Kolejowy
- Japońska Kolej Wschodnia
  - Główna linia Tōhoku
  - Linia Senseki

### Drogowy
- Autostrada Sanriku
- Drogi krajowe nr 45.